# Hydrochous gigas
Hydrochous gigas là một loài chim trong họ Apodidae.